# دوجنتا
دوجنتا (به ایتالیایی: Dugenta) یک کومونه در ایتالیا است که در استان بنونتو واقع شده‌است.

## خصوصیات
دوجنتا ۱۶٫۰ کیلومترمربع مساحت و ۲٬۶۶۹ نفر جمعیت دارد و ۵۵ متر بالاتر از سطح دریا واقع شده‌است.